# Lichter
Lichter es una película sobre la inmigración ilegal en el este Alemania basada en el libro de Michael Gutmann y Hans-Christian Schmid.

## Argumento
La película narra varios episodios sueltos y en parte para nada relacionados por montaje paralelo. Tienen lugar en la región de Fráncfort (el Oder) y Slubice, a lo largo de la frontera entre Alemania y Polonia. El paso de frontera es un tema frecuente. La película es bastante realista, cada historia refleja las preocupaciones cotidianas así como miedos existenciales de personas sencillas y auténticas, las quienes se hurtan de los estereotipos del bueno y del mal. Los episodios se cuentan como sigue:
Los refugiados ucranianos: Al comienzo de la película un grupo de refugiados ucranianos es abandonado en un bosque cerca de Slubice por sus coyotes – ellos les dicen que están no muy lejos de Berlín. Mientras el joven Kolya y sus amigos tratan pasar la frontera solos, Anna y Dimitri con su niño se abren a un taxista polaco. Kolya es capturado por la policía alemana de fronteras y en arresto se encuentra con la joven intérprete Sonja, poco antes de que sea expulsado a Polonia. Ahora Sonja y su novio Christoph quieren pasar la frontera por reencontrar a Kolya en Slubice.
Los desempleados en Fráncfort: Ingo tiene una tienda de colchones después de quiebra. Se empleando a fondo de campaña publicitaria, entre otros contrata a la joven desempleada Simone. La campaña fracasa y Ingo sufre derrotas de una en una con la Simone testigo. Sin embargo, Ingo es un cegato que no toma nota de que Simone quiera ayudarle no solo por dinero.
Los contrabandistas de cigarillos: Los dos muchachos Marko y Andreas viven en el depósito de chatarra de Mike, quien es timador de poca monta. Su novia Katharina y Marko junto matutean cigarillos de Polonia a Alemania. Cuando Katharina se halla bajo custodia de las autoridades, Marko sale por liberarla y huir con los ingresos del contrabando. Marko y Mike la encuentran y se vengan – de momento.
El taxista polaco: Antoni desesperado intenta de ganar dinero para permitirse el vestido de la primera comunión de su niña, ya que su mujer ha sido estafada con el salario. De no conseguirlo por trabajo regular da cabida a los refugiados Anna y Dimitri, llevándolos al otro lado de frontera.
La empresa proyectada: El joven arquitecto Philipp se encuentra con su exnovia Beate, quien es intérprete, en un mitin de industriales alemanes y polacos. Quiere contraer amistad nueva, pero no sabe que Beate y también su amiga Sonja son prostitutas – y que les han sido empleadas por eso por el jefe Klaus para el mitin nocturno.

## Comentario
Una película alemana con referencias como Mike Leigh o Ken Loach aunque con estilo propio.
Entre los motivos más logrados, un taxista que recuerda a Timothy Spall de Todo o nada y una historia con un vestido de primera comunión que tiene un paralelismo con Ken Loach, sólo que aquí nos enfrentamos al catolicismo polaco y en el otro caso con el irlandés.

## Enlaces (en alemán)
- http://www.lichter-der-film.de/ (página oficial)
- http://www.satt.org/film/03_02_lichter_1.html (la película en la Berlinale en 2003)

- Datos: Q446538